# Kohorta
Kohorta (latinsko cohors, mn. cohortes, slovensko truma ali četa) je bila taktična vojaška enota rimske vojske, ki je bila uvedena v času Marijevih reform in je zamenjala dotedanjo osnovno taktično enoto manipel.
Sprva je bila sestavljena iz treh enakoštevilčnih maniplov triarjev, princepsov in hastatov. Deset enakoštevilčnih kohort je sestavljalo eno legijo.
Toda v začetku rimskega imperija so izvedli novo reorganizacijo rimske vojske. Kohorta je štela 500 legionarjev in bila razdeljena na 6 centurij (vsaka okoli 80 mož). Prva kohorta legije pa je štela 800 mož v petih centurijah. Devet kohort je sestavljalo legijo. Istočasno so uvedli tudi t. i. »mešano kohorto«, ki je bila sestavljena iz četrtine konjenikov in treh četrtin pešakov ter »pomožno kohorto« (cohortes auxiliariae), ki je združevala 500 ali 1.000 domorodnih pomožnih pešakov.
Kohorti je poveljeval najstarejši centurion, ki je hkrati poveljeval tudi eni centuriji.